# Майдан-Громадзький
Майдан-Громадзький (пол. Majdan Gromadzki) — село в Польщі, у гміні Білгорай Білгорайського повіту Люблінського воєводства. Населення — 400 осіб (2011).

## Історія
За даними етнографічної експедиції 1869—1870 років під керівництвом Павла Чубинського, у селі переважно проживали римо-католики, меншою мірою — греко-католики, які розмовляли українською мовою.
У 1975—1998 роках село належало до Замойського воєводства.

## Демографія
Демографічна структура станом на 31 березня 2011 року:
|          | Загалом | Допрацездатний вік | Працездатний вік | Постпрацездатний вік |
| -------- | ------- | ------------------ | ---------------- | -------------------- |
| Чоловіки | 196     | 48                 | 131              | 17                   |
| Жінки    | 204     | 50                 | 119              | 35                   |
| Разом    | 400     | 98                 | 250              | 52                   |